# えたじま (掃海艇・2代)
えたじま（ローマ字：JDS Etajima, MSC-663）は、海上自衛隊の掃海艇。はつしま型掃海艇の15番艇。艇名は江田島に由来する。うじしま型掃海艇「えたじま」に次いで日本の艦艇としては2代目。

## 艦歴
「えたじま」は、昭和58年度計画掃海艇363号艇として、日本鋼管鶴見造船所で1984年5月22日に起工され、1985年6月17日に進水、1985年12月12日に就役し、同日就役の「ぬわじま」とともに第1掃海隊群隷下に第16掃海隊を新編し、呉に配備された。
1996年12月6日、第16掃海隊が舞鶴地方隊に編入され、隊番号が第44掃海隊に改称。
2002年5月29日、除籍。